# Julius Hoffmann (Pädagoge)
Karl August Julius Hoffmann (selten auch Carl; * 30. November 1812 in Clausthal; † 24. März 1869 in Lüneburg) war ein deutscher Pädagoge und Klassischer Philologe.

## Leben
Julius Hoffmann erhielt seine erste Ausbildung an der Clausthaler Schule. 1829 ging er an die Universität Göttingen, an der er unter anderem bei Otfried Müller, Friedrich Christoph Dahlmann und Jacob Grimm Vorlesungen besuchte. Nach Abschluss des Studiums der Philologie ging er 1833 als Lehrer an das Gymnasium Celle, an dem er bis 1848 verblieb. 1849 wechselte er als Rektor an das Lüneburger Gymnasium.
Als vom Oberschulcollegium in Hannover 1848 eine Lehrerversammlung einberufen wurde, leitete Hoffmann als Vorsitzender die freie Vorversammlung. Bei der Lehrerversammlung selbst wählte man ihn zum zweiten Präsidenten. Bei dieser Versammlung wurde das Schulwesen weitreichend gestaltet. Außerdem war er eine der zentralen Figuren in der vom Oberschulcolleg einberufenen Commission zur Aufstellung orthographischer Regeln und eines dazu gehörenden Wörterverzeichnisses.

## Schriften (Auswahl)
- Neuhochdeutsche Schulgrammatik, Schweiger, Clausthal 1853.
- Homerische Untersuchungen, 4 Teile, Grosse, Clausthal 1857–1860.
- Abriß der Logik: für den Gymnasialunterricht entworfen, Grosse, Clausthal 1859.
- Rhetorik für Gymnasien, mehrere Teile, 1859–1860.